# 大沢 (三鷹市)
大沢（おおさわ）は、東京都三鷹市の地名。現行行政地名は大沢一丁目から大沢六丁目。郵便番号は181-0015。

## 地理
三鷹市の西部～南西端に位置し、町域の南側は三方を調布市に囲まれている。
東から時計回りに、三鷹市野崎、調布市深大寺北町、調布市深大寺元町、調布市富士見町、調布市西町、調布市野水、小金井市東町、三鷹市井口、三鷹市深大寺に隣接する。
東八道路以北（3丁目）は、中島飛行機三鷹研究所跡地に建設された国際基督教大学やSUBARU東京事業所などの企業・教育施設が中心であり、面積に占める住宅地の割合は僅かである。
東八道路以南は野川により形成された起伏のある丘陵地帯で、国立天文台や三鷹大沢の里などといった自然の風景が多く存在する。特に大沢の里には市内唯一の田んぼや、江戸東京野菜のひとつに数えられる「三鷹大沢わさび」最後のワサビ田があるなど、農村の風景が残されている。
その他の土地は、昭和30年代以降に開発された住宅地として利用されている。

### 河川
- 野川

### 地価
住宅地の地価は、2025年（令和7年）1月1日の公示地価によれば、大沢4-16-22の地点で32万2000円/m2となっている。

## 歴史

### 地名の由来
湧水による沢があったためという説がある。

## 世帯数と人口
2025年（令和7年）1月1日現在の世帯数と人口は以下の通りである。
| 丁目       | 世帯数    | 人口     |
| ---------- | --------- | -------- |
| 大沢一丁目 | 1,286世帯 | 2,834人  |
| 大沢二丁目 | 927世帯   | 1,857人  |
| 大沢三丁目 | 1,014世帯 | 1,802人  |
| 大沢四丁目 | 1,415世帯 | 2,950人  |
| 大沢五丁目 | 907世帯   | 2,050人  |
| 大沢六丁目 | 769世帯   | 1,468人  |
| 計         | 6,318世帯 | 12,961人 |

## 小・中学校の学区
市立小・中学校に通う場合、学区は以下の通りとなる
| 丁目       | 番地                                                      | 小学校               | 中学校             |
| ---------- | --------------------------------------------------------- | -------------------- | ------------------ |
| 大沢一丁目 | 1〜2番 11～13番 14番1～7号、19～24号 15番1～5号、18～22号 | 三鷹市立大沢台小学校 | 三鷹市立第七中学校 |
| 大沢一丁目 | その他                                                    | 三鷹市立羽沢小学校   | 三鷹市立第七中学校 |
| 大沢二丁目 | 20番                                                      | 三鷹市立羽沢小学校   | 三鷹市立第七中学校 |
| 大沢二丁目 | その他                                                    | 三鷹市立大沢台小学校 | 三鷹市立第七中学校 |
| 大沢三丁目 | 10番20号、30号 11〜12番                                   | 三鷹市立第二小学校   | 三鷹市立第二中学校 |
| 大沢三丁目 | その他                                                    | 三鷹市立大沢台小学校 | 三鷹市立第七中学校 |
| 大沢四丁目 | 全域                                                      | 三鷹市立羽沢小学校   | 三鷹市立第七中学校 |
| 大沢五丁目 | 全域                                                      | 三鷹市立羽沢小学校   | 三鷹市立第七中学校 |
| 大沢六丁目 | 全域                                                      | 三鷹市立大沢台小学校 | 三鷹市立第七中学校 |

## 交通
最寄の鉄道駅は武蔵境駅または西調布駅となるが、町域内のどこからも徒歩30分以上を要するため、路線バス（小田急・京王）や自家用車が多く利用されている。また全体的に起伏が多く、町内の徒歩移動にも支障を来す場合があることから、三鷹市によりデマンド交通が運行されている。

### 鉄道
鉄道空白地帯となり町域内に鉄道駅はない。
| バス移動により利用可能 |
| --- |
| JR中央線 - 武蔵小金井駅(JC 15) JR中央線 西武多摩川線 - 武蔵境駅(JC 13)(SW 01) JR中央線 JR中央・総武線各駅停車 - 三鷹駅(JC 12)(JB 01) 西武多摩川線 - 多摩駅(SW 03) 京王線 - 調布駅(KO 18) - 西調布駅(KO 19) |

### バス
京王バスと小田急バスにより周辺の各鉄道駅を結ぶ路線バスが運行されている。以下、町域内のバス停のみ記載。運行本数が少ない系統は記載しない。
- 吉01: 人見街道などを経由して、吉祥寺駅と武蔵境駅を結ぶ路線。

（武蔵境駅方面） - 富士重工前 - 大沢 - （三鷹市役所・吉祥寺駅方面）
- 鷹51A・境93

（三鷹駅・武蔵境駅方面）- 国際基督教大学入口 - 国際基督教大学
- 鷹52 - 人見街道などを経由して、三鷹駅と多磨駅・府中市朝日町方面を結ぶ路線。

（三鷹駅方面） - 大沢 - 大沢十字路 - 大沢公会堂 - 龍源寺 - 野川公園入口 - （多磨駅・榊原記念病院方面）
- 境91: 天文台通り・旧甲州街道などを経由して、武蔵境駅と調布駅・狛江駅を結ぶ路線。

（武蔵境駅方面） - 富士重工前 - 大沢 - 大沢台小学校前 - 天文台裏 - 天文台前 - 大沢橋・羽沢小学校前 - 大沢コミュニティセンター - （調布駅・狛江駅方面）
- 調91: 天文台通り・東八道路などを経由して、武蔵小金井駅と調布駅を結ぶ路線。

（武蔵小金井駅・免許試験場方面）- 公会堂前 - 大沢十字路 - 大沢台小学校前 -（境91と同経路で調布駅方面）
- 調40: 大沢コミュニティ通りなどを経由して、調布飛行場と調布駅を結ぶ路線。

（調布飛行場） - 大沢グランド入口 - 大沢五丁目 - 大沢コミュニティセンター - 大沢四丁目 - （調布駅方面）

### デマンド交通
三鷹市により西部エリアAIデマンド交通（めぐり号・ほたる号）が運行されており、町内に58箇所の乗降スポットが設定されている。
- 利用範囲
  - 大沢、井口、深大寺（全域）、野崎（二～三丁目）、三鷹市役所、杏林大学病院、元気創造プラザ
- 乗降スポットが設置されている町内の商業施設等（カッコ内はスポット番号）
  - セブンイレブン三鷹大沢一丁目店／大沢橋・羽沢小学校前バス停（A-6）
  - 長谷川病院（B-7）
  - 国立天文台（B-8）
  - 西部図書館（B-11）
  - 国際基督教大学（C-1）
  - ローソン大沢四丁目店（D-1）
  - セブンイレブン大沢六丁目店／龍源寺バス停（F-7）

### 道路
- 東京都道14号新宿国立線（東八道路）
- 東京都道110号府中三鷹線（人見街道）
- 東京都道123号境調布線（天文台通り）

- 大沢交差点 - 人見街道と天文台通りの交差点
- 天文台北交差点 - 東八道路と天文台通りの交差点

## 施設

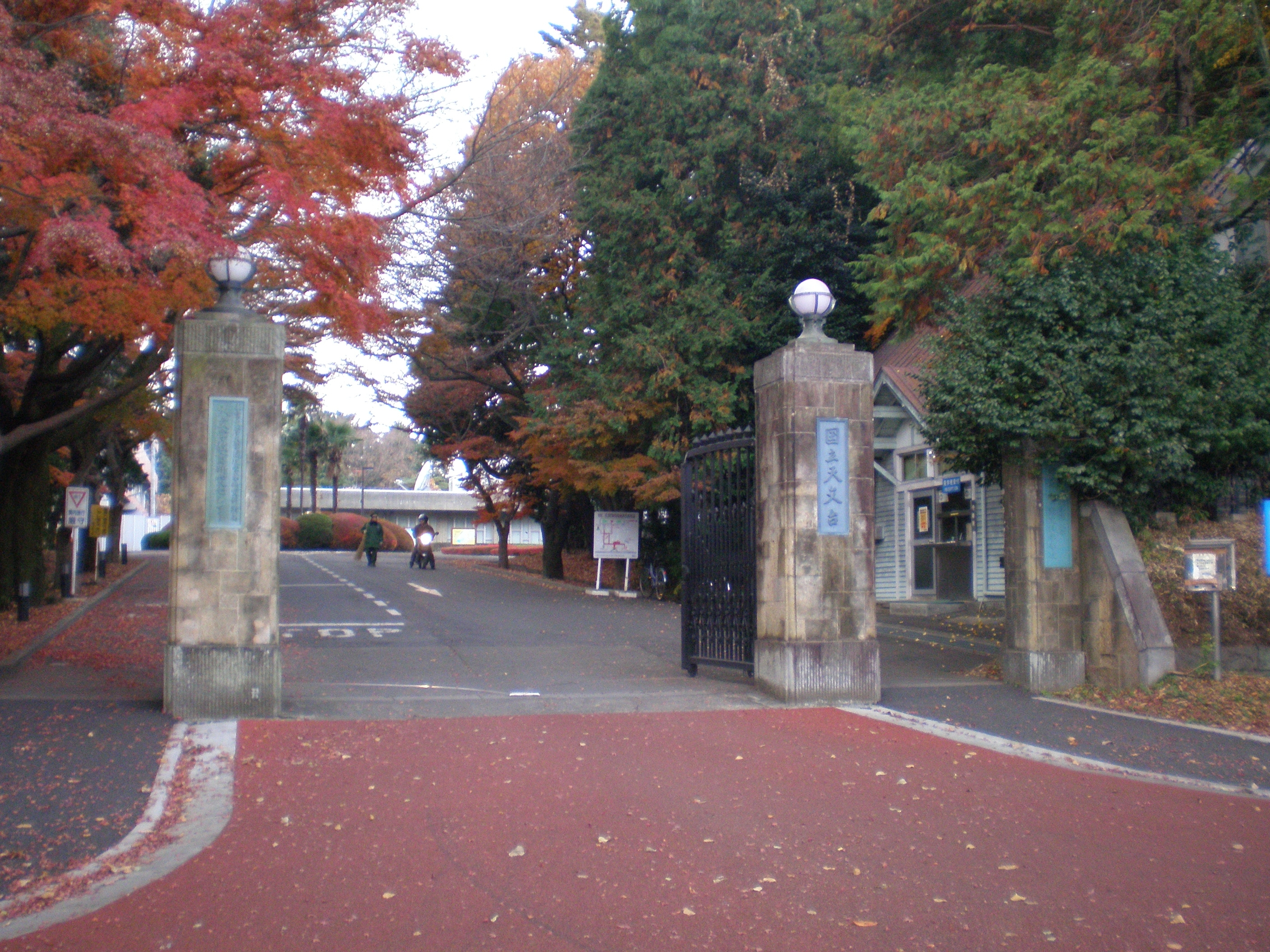
国立天文台三鷹キャンパス 正門

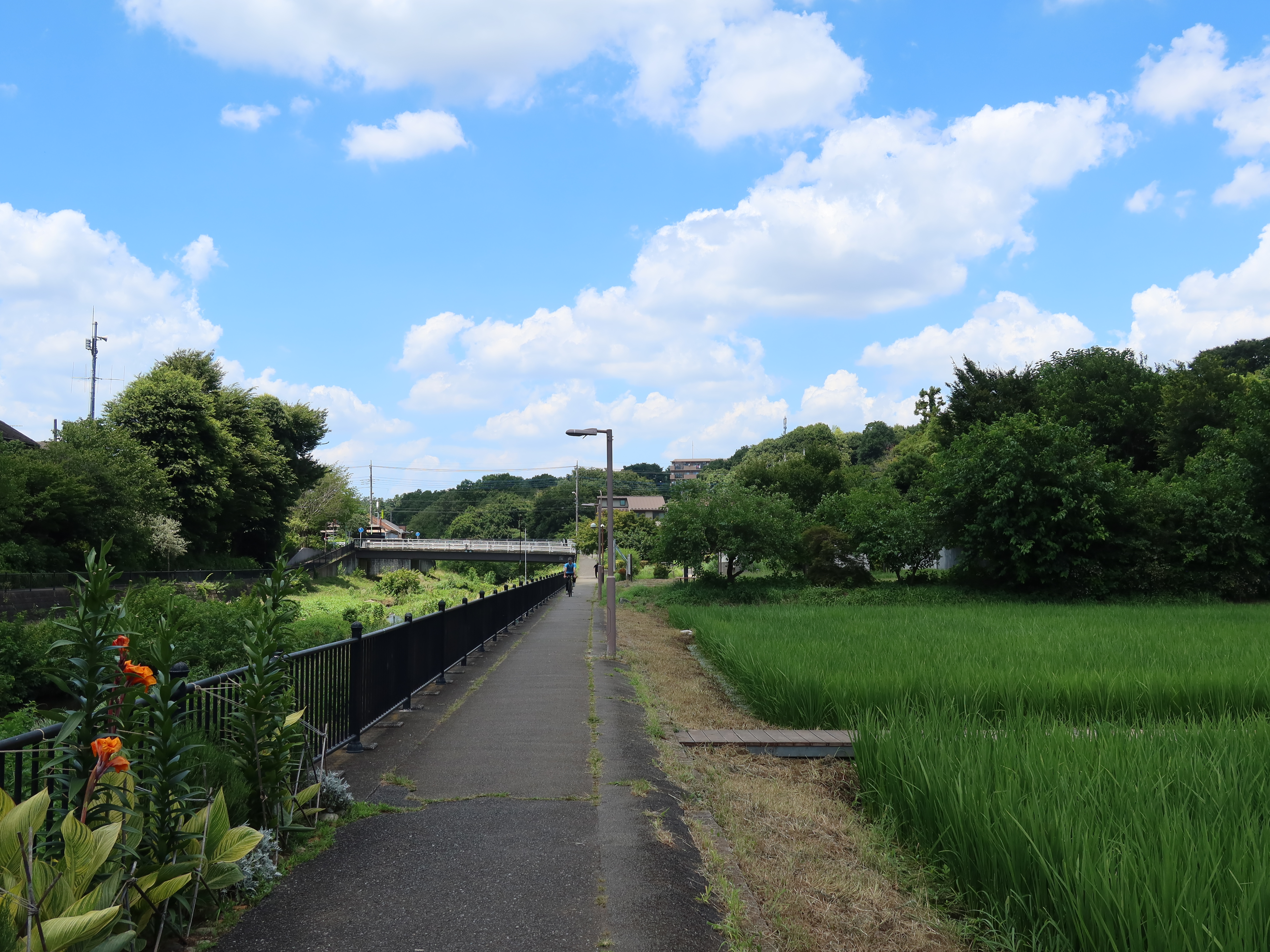
大沢の里付近

### 大沢二丁目
- 国立天文台三鷹キャンパス
  - 国立天文台本部
  - 星と森と絵本の家
  - 東大天文センター（IoA-UT）
- 三鷹市西部図書館
- 三鷹市立第七中学校
- 大沢台小学校
- 三鷹天命反転住宅
- 大沢の里 古民家
- 三鷹大沢郵便局

### 大沢三丁目
- 国際基督教大学
- ルーテル学院大学
- 東京神学大学
- 中近東文化センター
- 八幡社 (三鷹市大沢)

### 大沢四丁目
- 大沢コミュニティーセンター - 日本初のコミュニティーセンター。
- 羽沢小学校
- 三鷹大沢四郵便局

### 大沢五丁目
- 大沢総合グラウンド
- 大沢野川グラウンド
- 大沢古八幡社

### 大沢六丁目
- 大沢の里 水車経営農家
- 調布飛行場（ロータリーの一部が大沢六丁目に含まれる）

### 広域
- 野川公園(二丁目・三丁目・六丁目に跨る)